# مسعود زراعی
مسعود زراعی (انگلیسی: Masoud Zeraei؛ زادهٔ ۳۱ مارس ۱۹۷۹) یک بازیکن فوتبال اهل ایران است که در پست دروازه‌بان برای باشگاه فوتبال العربی قطر بازی میکند.